# Kênh 1 (Gruzia)
Kênh 1 (Gruzia) (tiếng Gruzia: პირველი არხი), là một kênh truyền hình công cộng của Gruzia do công ty GPB (Georgian Public Broadcasting) sở hữu và điều hành. Kênh 1 đã bắt đầu phát sóng chính thức vào ngày 30 tháng 12, 1956. Đây là kênh truyền hình phổ biến nhất tại Gruzia, với tỉ lệ khán giả khoảng 85%.